# پی. تی. اوشا
پی. تی. اوشا (انگلیسی: P. T. Usha؛ زادهٔ ۲۷ ژوئن ۱۹۶۴) دونده زن اهل هند است.
از افتخارات وی می‌توان به کسب ۴ مدال طلا در بازی‌های آسیایی و ۱۴ مدال طلا در مسابقات قهرمانی دو و میدانی آسیا اشاره کرد.